# Чионг Тан Шанг
Чионг Тан Шанг (в'єт. Trương Tấn Sang, (tʂɨəŋ tə̌n ʂaːŋ; нар. 21 січня 1949, провінція Лонган, Південний В'єтнам) — президент В'єтнаму з 25 липня 2011 року по 2 квітня 2016 року. Став президентом країни за підсумками голосування в Національній асамблеї. Член політбюро, виконавчого комітету правлячої Комуністичної партії з 1996 року, був секретарем партії в Хошіміні з 1996 по 2000 роки